# Mniotilta varia
La parula bianconera (Mniotilta varia Linnaeus, 1766) è una specie di uccello del Nuovo Mondo della famiglia dei Parulidi. È l'unica specie del genere Mniotilta Vieillot, 1816, ma alcuni autori hanno proposto di inserirla all'interno del genere Setophaga.

## Descrizione

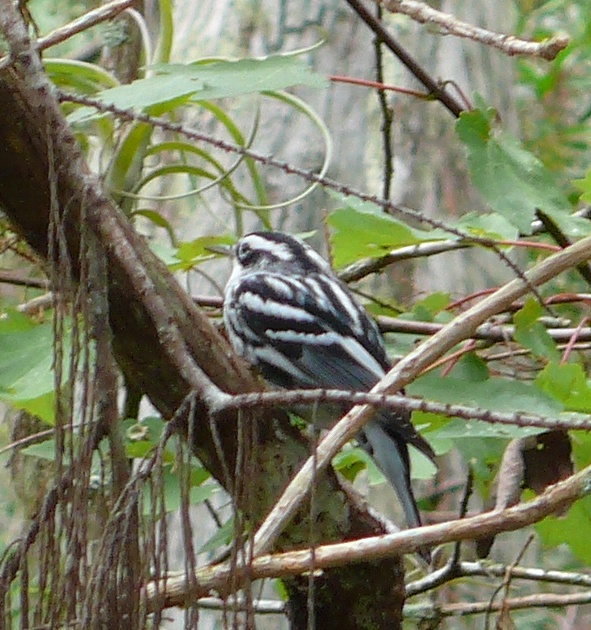

Gli adulti misurano tra gli 11,5 e i 12,5 cm di lunghezza. È un uccello dalla colorazione a strisce bianche e nere; il suo piumaggio, tuttavia, presenta variazioni a seconda del sesso, dell'età e del periodo dell'anno. Il piumaggio riproduttivo del maschio presenta una corona nera con una larga banda mediana bianca. La striscia sopraoculare, l'anello oculare e la zona malare sono di un colore bianco che contrasta con il nero delle guance, delle redini e della gola. Collo, nuca e dorso sono ricoperti da strisce bianche e nere. La coda e le ali sono nere con alcune macchie bianche nelle parti distali, e ogni ala presenta due barre bianche. Il petto è bianco, con strisce nere sui fianchi, e l'addome è bianco.
Al di fuori della stagione riproduttiva, i maschi hanno gola e parti inferiori bianche, con alcune strisce nere ai lati della gola e del petto. Le guance sono nerastre, più chiare che nel periodo riproduttivo.
Le femmine sono simili ai maschi in epoca non riproduttiva, ma hanno guance ancora più chiare e meno strisce su gola e petto.
I giovani sono simili alle femmine, ma con la regione ventrale color camoscio.
Il suo canto è un acuto spik ripetuto rapidamente in una lunga serie.

## Distribuzione e habitat
La parula bianconera è una specie del Nuovo Mondo, presente in una vasta zona dell'America del Nord, dal bacino del fiume Mackenzie a Terranova, in Canada; nella regione dei Grandi Laghi, e dal New England al Texas, compresi gli Appalachi. In inverno migra nel sud-est degli Stati Uniti (in Florida e nel sud del Texas), in Messico (compreso il sud della penisola di Bassa California), nelle Antille, in America Centrale e nel nord-ovest dell'America del Sud (Ecuador, Colombia e Venezuela).
Abita in foreste, boschi e nel sottobosco. Si arrampica sui tronchi e i rami degli alberi, dove trova il suo cibo.

## Biologia
L'habitat riproduttivo è costituito da boschi di latifoglie o misti, preferibilmente in aree umide. Le parule bianconere nidificano al suolo, deponendo 4-5 uova in un nido a forma di coppa.
Questo uccello si nutre di insetti e ragni e, diversamente da altre parule, foraggia come un picchio muratore, spostandosi su e giù sul tronco degli alberi e lungo i rami.